# Motorrad-Weltmeisterschaft 1972
Die Motorrad-WM-Saison 1972 war die 24. in der Geschichte der FIM-Motorrad-Straßenweltmeisterschaft.
In den Klassen bis 500 cm³, bis 250 cm³ und bis 125 cm³ wurden dreizehn, in der Klasse bis 350 cm³ zwölf und in der Klasse bis 50 cm³ sowie bei den Gespannen acht Rennen ausgetragen.

## Punkteverteilung
| Punktewertung | Punktewertung | Punktewertung | Punktewertung | Punktewertung | Punktewertung | Punktewertung | Punktewertung | Punktewertung | Punktewertung | Punktewertung |
| ------------- | ------------- | ------------- | ------------- | ------------- | ------------- | ------------- | ------------- | ------------- | ------------- | ------------- |
| Platz         | 1             | 2             | 3             | 4             | 5             | 6             | 7             | 8             | 9             | 10            |
| Punkte        | 15            | 12            | 10            | 8             | 6             | 5             | 4             | 3             | 2             | 1             |

- Die Zahl gewerteter Läufe wurde bei gerader Anzahl an ausgetragenen Rennen berechnet, indem man diese Anzahl halbierte und dann mit eins addierte. Beispielsweise gingen bei sechs Rennen also vier in die WM-Wertung ein.
- Wurde eine ungerade Zahl Rennen ausgetragen, wurde die Zahl der Läufe mit eins addiert und dann halbiert. Beispielsweise gingen bei sieben Rennen somit vier in die Wertung ein.

## 500-cm³-Klasse

### Rennergebnisse
|    | Datum      | Rennen                      | Strecke                   | Platz 1          | Platz 2             | Platz 3          | Schn. Rennrunde  |
| -- | ---------- | --------------------------- | ------------------------- | ---------------- | ------------------- | ---------------- | ---------------- |
| 1  | 29.–30.04. | 36. GP von Deutschland      | Nürburgring- Nordschleife | Giacomo Agostini | Alberto Pagani      | Kim Newcombe     | Giacomo Agostini |
| 2  | 07.05.     | GP von Frankreich           | Clermont-Ferrand          | Giacomo Agostini | Christian Bourgeois | Rob Bron         | Giacomo Agostini |
| 3  | 14.05.     | 15. GP von Österreich       | Salzburgring              | Giacomo Agostini | Guido Mandracci     | Bosse Granath    | Giacomo Agostini |
| 4  | 21.05.     | 50. GP der Nationen         | Imola                     | Giacomo Agostini | Alberto Pagani      | Bruno Spaggiari  | Giacomo Agostini |
| 5  | 08.–09.06. | 54. Isle of Man TT          | Mountain Course           | Giacomo Agostini | Alberto Pagani      | Mick Grant       | Giacomo Agostini |
| 6  | 18.06.     | 12. GP von Jugoslawien      | Opatija                   | Alberto Pagani   | Chas Mortimer       | Paul Eickelberg  | Giacomo Agostini |
| 7  | 24.06.     | 42. Dutch TT                | Assen                     | Giacomo Agostini | Alberto Pagani      | Bruno Kneubühler | Giacomo Agostini |
| 8  | 02.07.     | 45. GP von Belgien          | Spa-Francorchamps         | Giacomo Agostini | Alberto Pagani      | Rodney Gould     | Giacomo Agostini |
| 9  | 09.07.     | 15. GP der DDR              | Sachsenring               | Giacomo Agostini | Rodney Gould        | Kim Newcombe     | Giacomo Agostini |
| 10 | 16.07.     | 21. GP der Tschechoslowakei | Masaryk-Ring              | Giacomo Agostini | Jack Findlay        | Bruno Kneubühler | Giacomo Agostini |
| 11 | 22.–23.07. | GP von Schweden             | Anderstorp                | Giacomo Agostini | Rodney Gould        | Bosse Granath    | Giacomo Agostini |
| 12 | 30.07.     | GP von Finnland             | Imatra                    | Giacomo Agostini | Alberto Pagani      | Rodney Gould     | Giacomo Agostini |
| 13 | 23.09.     | 22. GP von Spanien          | Montjuïc                  | Chas Mortimer    | Dave Simmonds       | Jack Findlay     | Chas Mortimer    |

### Fahrerwertung
| 1  | Giacomo Agostini     | MV Agusta   | 105 (165) |
| 2  | Alberto Pagani       | MV Agusta   | 87        |
| 3  | Bruno Kneubühler     | Yamaha      | 54 (57)   |
| 4  | Rodney Gould         | Yamaha      | 52        |
| 5  | Bosse Granath        | Husqvarna   | 47 (51)   |
| 6  | Chas Mortimer        | Yamaha      | 42        |
| 7  | Dave Simmonds        | Kawasaki    | 42        |
| 8  | Billie Nelson        | Yamaha      | 31 (33)   |
| 9  | Jack Findlay         | Jada-Suzuki | 31        |
| 10 | Kim Newcombe         | König       | 27        |
| 11 | Guido Mandracci      | Suzuki      | 24        |
| 12 | Christian Bourgeois  | Yamaha      | 20        |
| 13 | Rob Bron             | Suzuki      | 18        |
| 14 | Sven-Olof Gunnarsson | Kawasaki    | 16        |
| 15 | Jerry Lancaster      | Yamaha      | 14        |
| 16 | Paul Eickelberg      | König       | 13        |
| 17 | Bruno Spaggiari      | Ducati      | 10        |
|    | Mick Grant           | Kawasaki    | 10        |
| 19 | Giampiero Zubani     | Kawasaki    | 9         |
| 20 | Sergio Baroncini     | Ducati      | 9         |
| 21 | Lothar John          | Yamaha      | 9         |
| 22 | Paul Smart           | Ducati      | 8         |
|    | Kevin Cowley         | Seeley      | 8         |
|    | Hideo Kanaya         | Yamaha      | 8         |
| 25 | Piet van der Wal     | Kawasaki    | 7         |
| 26 | Ernst Hiller         | König       | 6         |

|    | André Pogolotti      | Suzuki            | 6 |
|    | Derek Chatterton     | Yamaha            | 6 |
| 29 | Klaus Huber          | Kawasaki          | 5 |
|    | Charlie Williams     | Yamaha            | 5 |
|    | Charlie Dobson       | Kawasaki          | 5 |
|    | Éric Offenstadt      | Kawasaki          | 5 |
|    | Pentti Korhonen      | Yamaha            | 5 |
|    | Kurt-Ivan Carlsson   | Yamaha            | 5 |
| 35 | Silvano Bertarelli   | Kawasaki          | 4 |
|    | Selwyn Griffiths     | Matchless         | 4 |
|    | Alois Maxwald        | Rotax             | 4 |
| 38 | Clive Brown          | Suzuki            | 3 |
|    | Paul Cott            | Seeley            | 3 |
|    | Derek Lee            | Suzuki            | 3 |
|    | Getulio Marcaccini   | Aermacchi         | 2 |
|    | Carlo Marelli        | Paton / Kawasaki  | 3 |
| 43 | Kendo Takeshi Araoka | Kawasaki          | 2 |
|    | Arpád Juhos          | Metisse-Matchless | 2 |
|    | Seppo Kangasniemi    | Yamaha            | 2 |
|    | Johnny Bengtsson     | Husqvarna         | 2 |
| 47 | Charlie Sanby        | Suzuki            | 1 |
|    | Roberto Gallina      | Paton             | 1 |
|    | Josef Özelt          | Matchless         | 1 |
|    | Ulf Nilsson          | Suzuki            | 1 |
|    | Maurice Hawthorne    | Kawasaki          | 1 |

(Punkte in Klammern inklusive Streichresultate)

### Konstrukteurswertung
| 1  | MV Agusta     | 105 (180) |
| 2  | Yamaha        | 83 (124)  |
| 3  | Suzuki (Jada) | 61 (68)   |
| 4  | Kawasaki      | 57 (75)   |
| 5  | Husqvarna     | 47 (53)   |
| 6  | König         | 39        |
| 7  | Ducati        | 15        |
| 8  | Seeley        | 8         |
| 9  | Matchless     | 6         |
| 10 | Rotax         | 4         |
| 11 | Aermacchi     | 3         |
| 12 | Paton         | 2         |

(Punkte in Klammern inklusive Streichresultate)

## 350-cm³-Klasse

### Rennergebnisse
|    | Datum      | Rennen                      | Strecke                   | Platz 1          | Platz 2          | Platz 3        | Schn. Rennrunde  |
| -- | ---------- | --------------------------- | ------------------------- | ---------------- | ---------------- | -------------- | ---------------- |
| 1  | 29.–30.04. | 36. GP von Deutschland      | Nürburgring- Nordschleife | Jarno Saarinen   | Giacomo Agostini | Hideo Kanaya   | Jarno Saarinen   |
| 2  | 07.05.     | GP von Frankreich           | Clermont-Ferrand          | Jarno Saarinen   | Teuvo Länsivuori | Renzo Pasolini | Jarno Saarinen   |
| 3  | 14.05.     | 15. GP von Österreich       | Salzburgring              | Giacomo Agostini | Hideo Kanaya     | Renzo Pasolini | Giacomo Agostini |
| 4  | 21.05.     | 50. GP der Nationen         | Imola                     | Giacomo Agostini | Renzo Pasolini   | Jarno Saarinen | Giacomo Agostini |
| 5  | 08.–09.06. | 54. Isle of Man TT          | Mountain Course           | Giacomo Agostini | Tony Rutter      | Mick Grant     | Giacomo Agostini |
| 6  | 18.06.     | 12. GP von Jugoslawien      | Opatija                   | János Drapál     | Dieter Braun     | Phil Read      | Giacomo Agostini |
| 7  | 24.06.     | 42. Dutch TT                | Assen                     | Giacomo Agostini | Jarno Saarinen   | Renzo Pasolini | Giacomo Agostini |
| 8  | 09.07.     | 15. GP der DDR              | Sachsenring               | Phil Read        | Renzo Pasolini   | Dieter Braun   | Giacomo Agostini |
| 9  | 16.07.     | 21. GP der Tschechoslowakei | Masaryk-Ring              | Jarno Saarinen   | Renzo Pasolini   | Dieter Braun   | Jarno Saarinen   |
| 10 | 22.–23.07. | GP von Schweden             | Anderstorp                | Giacomo Agostini | Phil Read        | Jarno Saarinen | Jarno Saarinen   |
| 11 | 30.07.     | GP von Finnland             | Imatra                    | Giacomo Agostini | Jarno Saarinen   | Renzo Pasolini | Giacomo Agostini |
| 12 | 23.09.     | 22. GP von Spanien          | Montjuïc                  | Bruno Kneubühler | Renzo Pasolini   | János Drapál   | Teuvo Länsivuori |

### Fahrerwertung
| 1  | Giacomo Agostini     | MV Agusta | 102 (110) |
| 2  | Jarno Saarinen       | Yamaha    | 89 (97)   |
| 3  | Renzo Pasolini       | Aermacchi | 78 (102)  |
| 4  | Dieter Braun         | Yamaha    | 54        |
| 5  | Phil Read            | MV Agusta | 51        |
| 6  | Bruno Kneubühler     | Yamaha    | 45 (47)   |
| 7  | Teuvo Länsivuori     | Yamaha    | 42        |
| 8  | János Drapál         | Yamaha    | 41        |
| 9  | Hideo Kanaya         | Yamaha    | 41        |
| 10 | Jack Findlay         | Yamaha    | 17        |
| 11 | Werner Pfirter       | Yamaha    | 16        |
| 12 | Bosse Granath        | Yamaha    | 14        |
| 13 | Silvio Grassetti     | MZ        | 13        |
| 14 | Tony Rutter          | Yamaha    | 12        |
| 15 | Eduardo Celso-Santos | Yamaha    | 12        |
| 16 | Walter Sommer        | Yamaha    | 12        |
| 17 | László Szabó         | Yamaha    | 11        |
| 18 | Mick Grant           | Yamaha    | 10        |
| 19 | Matti Salonen        | Yamaha    | 9         |
| 20 | Billie Nelson        | Yamaha    | 9         |
| 21 | Kurt-Ivan Carlsson   | Yamaha    | 8         |

| 22 | František Srna       | Jawa      | 8 |
| 23 | John Dodds           | Yamaha    | 7 |
| 24 | Derek Chatterton     | Yamaha    | 6 |
| 25 | Marcel Ankoné        | Yamsel    | 6 |
| 26 | Rodney Gould         | Yamaha    | 5 |
|    | Selwyn Griffiths     | Yamaha    | 5 |
| 28 | Walter Villa         | Yamaha    | 4 |
|    | Mick Chatterton      | Yamaha    | 4 |
| 30 | Alberto Pagani       | MV Agusta | 3 |
|    | Sven-Olof Gunnarsson | Yamaha    | 3 |
| 32 | Michel Rougerie      | Aermacchi | 2 |
|    | Bill Rae             | Yamaha    | 2 |
|    | Maurice Hawthorne    | Yamaha    | 2 |
| 35 | Peter Stocksiefen    | Yamaha    | 1 |
|    | Brian Lee            | Aermacchi | 1 |
|    | Jean Campiche        | Yamaha    | 1 |
|    | Christian Bourgeois  | Yamaha    | 1 |
|    | Seppo Kangasniemi    | Yamaha    | 1 |
|    | Ken Redfern          | Yamsel    | 1 |
|    | Horst Dzierzawa      | Yamaha    | 1 |

(Punkte in Klammern inklusive Streichresultate)

### Konstrukteurswertung
| 1 | MV Agusta       | 105 (135) |
| 2 | Yamaha          | 99 (153)  |
| 3 | Aermacchi       | 78 (103)  |
| 4 | MZ              | 13        |
| 5 | Jawa            | 8         |
| 6 | Seeley (Yamsel) | 7         |

(Punkte in Klammern inklusive Streichresultate)

## 250-cm³-Klasse

### Rennergebnisse
|    | Datum      | Rennen                      | Strecke                   | Platz 1        | Platz 2          | Platz 3        | Schn. Rennrunde |
| -- | ---------- | --------------------------- | ------------------------- | -------------- | ---------------- | -------------- | --------------- |
| 1  | 29.–30.04. | 36. GP von Deutschland      | Nürburgring- Nordschleife | Hideo Kanaya   | Dieter Braun     | Jarno Saarinen | Hideo Kanaya    |
| 2  | 07.05.     | GP von Frankreich           | Clermont-Ferrand          | Phil Read      | Renzo Pasolini   | Hideo Kanaya   | Hideo Kanaya    |
| 3  | 14.05.     | 15. GP von Österreich       | Salzburgring              | Börje Jansson  | Jarno Saarinen   | John Dodds     | Börje Jansson   |
| 4  | 21.05.     | 50. GP der Nationen         | Imola                     | Renzo Pasolini | Rodney Gould     | Jarno Saarinen | Renzo Pasolini  |
| 5  | 08.–09.06. | 54. Isle of Man TT          | Mountain Course           | Phil Read      | Rodney Gould     | John Williams  | Phil Read       |
| 6  | 18.06.     | 12. GP von Jugoslawien      | Opatija                   | Renzo Pasolini | Rodney Gould     | Kent Andersson | Jarno Saarinen  |
| 7  | 24.06.     | 42. Dutch TT                | Assen                     | Rodney Gould   | Renzo Pasolini   | Jarno Saarinen | Rodney Gould    |
| 8  | 02.07.     | 45. GP von Belgien          | Spa-Francorchamps         | Jarno Saarinen | Rodney Gould     | Phil Read      | Jarno Saarinen  |
| 9  | 09.07.     | 15. GP der DDR              | Sachsenring               | Jarno Saarinen | Renzo Pasolini   | Rodney Gould   | Jarno Saarinen  |
| 10 | 16.07.     | 21. GP der Tschechoslowakei | Masaryk-Ring              | Jarno Saarinen | Renzo Pasolini   | Phil Read      | Jarno Saarinen  |
| 11 | 22.–23.07. | GP von Schweden             | Anderstorp                | Rodney Gould   | Jarno Saarinen   | Renzo Pasolini | Jarno Saarinen  |
| 12 | 30.07.     | GP von Finnland             | Imatra                    | Jarno Saarinen | Silvio Grassetti | Kent Andersson | Jarno Saarinen  |
| 13 | 23.09.     | 22. GP von Spanien          | Montjuïc                  | Renzo Pasolini | Teuvo Länsivuori | Barry Sheene   | Renzo Pasolini  |

### Fahrerwertung
| 1  | Jarno Saarinen   | Yamaha         | 94 (122) |
| 2  | Renzo Pasolini   | Aermacchi      | 93 (103) |
| 3  | Rodney Gould     | Yamaha         | 88 (101) |
| 4  | Phil Read        | Yamaha         | 58       |
| 5  | Teuvo Länsivuori | Yamaha         | 46 (54)  |
| 6  | John Dodds       | Yamaha         | 42       |
| 7  | Kent Andersson   | Yamaha         | 39       |
| 8  | Börje Jansson    | Derbi / Yamaha | 36       |
| 9  | Silvio Grassetti | MZ             | 30       |
| 10 | Werner Pfirter   | Yamaha         | 28       |
| 11 | Hideo Kanaya     | Yamaha         | 26       |
| 12 | Dieter Braun     | SMZ-Maico      | 22       |
| 13 | Barry Sheene     | Yamaha         | 18       |
| 14 | Chas Mortimer    | Yamaha         | 18       |
| 15 | Oronzo Memola    | Yamaha         | 17       |
| 16 | János Drapál     | Yamaha         | 16       |
| 17 | Walter Sommer    | Yamaha         | 11       |
| 18 | John Williams    | Yamaha         | 10       |
| 19 | Tapio Virtanen   | Yamaha         | 10       |
| 20 | Charlie Williams | Yamaha         | 8        |
| 21 | Guido Mandracci  | Yamaha         | 6        |
| 22 | Günter Fischer   | Yamaha         | 6        |
| 23 | Bill Henderson   | Yamaha         | 5        |
| 24 | Bernd Tüngethal  | MZ             | 5        |

| 25 | Marcel Ankoné         | Yamsel | 5 |
|    | Géza Repitz           | MZ     | 5 |
| 27 | Luigi Anelli          | Yamaha | 4 |
|    | Derek Chatterton      | Yamaha | 4 |
|    | Rémy Hirschy          | Yamaha | 4 |
|    | Roland Olsson         | Yamaha | 4 |
|    | Víctor Palomo         | Yamaha | 4 |
| 32 | Gert Bender           | Maico  | 4 |
| 33 | Christian Bourgeois   | Yamaha | 3 |
|    | Karl Auer             | Yamaha | 3 |
|    | Fosco Giansanti       | Yamaha | 3 |
|    | Dudley Robinson       | Yamaha | 3 |
|    | Jerry Lancaster       | Yamsel | 3 |
|    | Arpád Juhos           | Yamaha | 3 |
|    | Seppo Kangasniemi     | Yamaha | 3 |
| 40 | Barry Randle          | Yamaha | 2 |
|    | Giovanni Proni        | Yamaha | 2 |
|    | Tony Rutter           | Yamaha | 2 |
| 43 | Peter Stocksiefen     | Yamaha | 1 |
|    | Heinz Schmied         | Yamaha | 1 |
|    | Gianfranco Buffarello | Yamaha | 1 |
|    | Bill Rae              | Yamaha | 1 |
|    | Reiner Richter        | MZ     | 1 |
|    | Olivier Chevallier    | Yamaha | 1 |

(Punkte in Klammern inklusive Streichresultate)

### Konstrukteurswertung
| 1 | Yamaha          | 105 (183) |
| 2 | Aermacchi       | 93 (103)  |
| 3 | MZ              | 36        |
| 4 | SMZ-Maico       | 26        |
| 5 | Derbi           | 16        |
| 6 | Seeley (Yamsel) | 5         |

(Punkte in Klammern inklusive Streichresultate)

## 125-cm³-Klasse

### Rennergebnisse
|    | Datum      | Rennen                      | Strecke                   | Platz 1           | Platz 2           | Platz 3           | Schn. Rennrunde   |
| -- | ---------- | --------------------------- | ------------------------- | ----------------- | ----------------- | ----------------- | ----------------- |
| 1  | 29.–30.04. | 36. GP von Deutschland      | Nürburgring- Nordschleife | Gilberto Parlotti | Chas Mortimer     | Börje Jansson     | Gilberto Parlotti |
| 2  | 07.05.     | GP von Frankreich           | Clermont-Ferrand          | Gilberto Parlotti | Chas Mortimer     | Börje Jansson     | Gilberto Parlotti |
| 3  | 14.05.     | 15. GP von Österreich       | Salzburgring              | Ángel Nieto       | Gilberto Parlotti | Kent Andersson    | Ángel Nieto       |
| 4  | 21.05.     | 50. GP der Nationen         | Imola                     | Ángel Nieto       | Chas Mortimer     | Gilberto Parlotti | Gilberto Parlotti |
| 5  | 08.–09.06. | 54. Isle of Man TT          | Mountain Course           | Chas Mortimer     | Charlie Williams  | Bill Rae          | Chas Mortimer     |
| 6  | 18.06.     | 12. GP von Jugoslawien      | Opatija                   | Kent Andersson    | Chas Mortimer     | Harald Bartol     | Ángel Nieto       |
| 7  | 24.06.     | 42. Dutch TT                | Assen                     | Ángel Nieto       | Börje Jansson     | Dave Simmonds     | Börje Jansson     |
| 8  | 02.07.     | 45. GP von Belgien          | Spa-Francorchamps         | Ángel Nieto       | Chas Mortimer     | Kent Andersson    | Ángel Nieto       |
| 9  | 09.07.     | 15. GP der DDR              | Sachsenring               | Börje Jansson     | Chas Mortimer     | Kent Andersson    | Ángel Nieto       |
| 10 | 16.07.     | 21. GP der Tschechoslowakei | Masaryk-Ring              | Börje Jansson     | Chas Mortimer     | Kent Andersson    | Ángel Nieto       |
| 11 | 22.–23.07. | GP von Schweden             | Anderstorp                | Ángel Nieto       | Kent Andersson    | Chas Mortimer     | Kent Andersson    |
| 12 | 30.07.     | GP von Finnland             | Imatra                    | Kent Andersson    | Ángel Nieto       | Dieter Braun      | Kent Andersson    |
| 13 | 23.09.     | GP von Spanien              | Montjuïc                  | Kent Andersson    | Chas Mortimer     | Ángel Nieto       | Chas Mortimer     |

### Fahrerwertung
| 1  | Ángel Nieto           | Derbi       | 97       |
| 2  | Kent Andersson        | Yamaha      | 87 (103) |
| 3  | Chas Mortimer         | Yamaha      | 87 (121) |
| 4  | Börje Jansson         | Maico       | 78 (100) |
| 5  | Gilberto Parlotti (†) | Morbidelli  | 52       |
| 6  | Dave Simmonds (†)     | Kawasaki    | 44       |
| 7  | Harald Bartol         | Suzuki      | 37       |
| 8  | Dieter Braun          | Maico       | 25       |
| 9  | Jos Schurgers         | Bridgestone | 23       |
| 10 | Bernd Köhler          | MZ          | 23       |
| 11 | Eugenio Lazzarini     | Maico       | 22       |
| 12 | Matti Salonen         | Yamaha      | 18       |
| 13 | Gert Bender           | Maico       | 13       |
| 14 | Cees van Dongen       | Yamaha      | 13       |
| 15 | Charlie Williams      | Yamaha      | 12       |
| 16 | Bill Rae              | Maico       | 10       |
| 17 | Benjamín Grau         | Derbi       | 10       |
| 18 | Ryszard Mankiewicz    | MZ          | 10       |
| 19 | Lothar John           | Yamaha      | 10       |
| 20 | Lindsay Porter        | Honda       | 8        |
| 21 | Thierry Tchernine     | Yamaha      | 8        |
| 22 | László Szabó          | MZ          | 7        |
| 23 | Silvano Bertarelli    | Suzuki      | 6        |
|    | Ron Hackett           | Honda       | 6        |
| 25 | Jürgen Lenk           | MZ          | 5        |
| 26 | Ralph Watts           | Honda       | 5        |

|    | Günter Fischer    | Maico       | 5 |
|    | Hartmut Bischoff  | MZ          | 5 |
|    | Paolo Isnardi     | F.B Mondial | 5 |
| 30 | Pentti Salonen    | Yamaha      | 5 |
| 31 | Ramon Jimenez     | Yamaha      | 4 |
|    | Adriano Cocchi    | Yamaha      | 4 |
|    | Fred Launchbury   | Maico       | 4 |
|    | Steve Machin      | Yamaha      | 4 |
| 35 | Rolf Minhoff      | Maico       | 4 |
|    | Seppo Kangasniemi | Maico       | 3 |
|    | Leigh Notman      | Yamaha      | 3 |
| 38 | Walter Rungg      | Yamaha      | 2 |
|    | Michel Rougerie   | Aermacchi   | 2 |
|    | Thomas Heuschkel  | MZ          | 2 |
|    | Luigi Rinaudo     | Aermacchi   | 2 |
|    | Andy Morris       | Yamaha      | 2 |
|    | Béla Godany       | MZ          | 2 |
|    | Bert Nijland      | Maico       | 2 |
|    | Benigno Jul       | MZ          | 2 |
|    | Aramis Brito      | MZ          | 2 |
| 47 | Mike Evans        | Yamaha      | 1 |
|    | Børge Nielsen     | Maico       | 1 |
|    | Wolfgang Rösch    | MZ          | 1 |
|    | Antonio García    | MZ          | 1 |
|    | Roland Olsson     | Yamaha      | 1 |
|    | Leif Rosell       | Maico       | 1 |

(Punkte in Klammern inklusive Streichresultate)

### Konstrukteurswertung
| 1  | Derbi       | 97       |
| 2  | Yamaha      | 96 (160) |
| 3  | Maico       | 82 (128) |
| 4  | Morbidelli  | 52       |
| 5  | Kawasaki    | 44       |
| 6  | Suzuki      | 43       |
| 7  | MZ          | 29 (30)  |
| 8  | Bridgestone | 23       |
| 9  | Honda       | 8        |
| 10 | F.B Mondial | 5        |
| 11 | Aermacchi   | 2        |

(Punkte in Klammern inklusive Streichresultate)

## 50-cm³-Klasse

### Rennergebnisse
|   | Datum      | Rennen                 | Strecke                   | Platz 1      | Platz 2            | Platz 3           | Schn. Rennrunde |
| - | ---------- | ---------------------- | ------------------------- | ------------ | ------------------ | ----------------- | --------------- |
| 1 | 29.–30.04. | 36. GP von Deutschland | Nürburgring- Nordschleife | Jan de Vries | Ángel Nieto        | Börje Jansson     | Ángel Nieto     |
| 2 | 21.05.     | 50. GP der Nationen    | Imola                     | Jan de Vries | Ángel Nieto        | Rudolf Kunz       | Jan de Vries    |
| 3 | 18.06.     | 12. GP von Jugoslawien | Opatija                   | Jan Bruins   | Ángel Nieto        | Otello Buscherini | Jan de Vries    |
| 4 | 24.06.     | 42. Dutch TT           | Assen                     | Ángel Nieto  | Jan de Vries       | Harald Bartol     | Ángel Nieto     |
| 5 | 02.07.     | 45. GP von Belgien     | Spa-Francorchamps         | Ángel Nieto  | Jan de Vries       | Theo Timmer       | Ángel Nieto     |
| 6 | 09.07.     | 15. GP der DDR         | Sachsenring               | Theo Timmer  | Hans-Jürgen Hummel | Otello Buscherini | Jan de Vries    |
| 7 | 22.–23.07. | GP von Schweden        | Anderstorp                | Jan de Vries | Theo Timmer        | Juan Parés March  | Ángel Nieto     |
| 8 | 23.09.     | 22. GP von Spanien     | Montjuïc                  | Ángel Nieto  | Jan de Vries       | Kent Andersson    | Ángel Nieto     |

### Fahrerwertung
| 1  | Ángel Nieto        | Derbi            | 69 (81) |
| 2  | Jan de Vries       | Kreidler         | 69 (81) |
| 3  | Theo Timmer        | Jamathi          | 50      |
| 4  | Jan Bruins         | Kreidler         | 39      |
| 5  | Otello Buscherini  | Malanca          | 32      |
| 6  | Hans-Jürgen Hummel | Kreidler         | 26      |
| 7  | Harald Bartol      | Kreidler         | 26      |
| 8  | Jan Huberts        | Kreidler         | 25      |
| 9  | Rudolf Kunz        | Kreidler         | 17      |
| 10 | Benjamín Grau      | Derbi            | 12      |
| 11 | Gerhard Thurow     | Kreidler         | 12      |
| 12 | Börje Jansson      | Jamathi          | 10      |
|    | Juan Parés March   | Derbi            | 10      |
|    | Kent Andersson     | Kreidler         | 10      |
| 15 | Kurt-Ivan Carlsson | Monark           | 8       |
| 16 | Lars Persson       | Monark           | 8       |
| 17 | Leif Rosell        | Jamathi          | 7       |
| 18 | Adrijan Bernetic   | Tomos            | 6       |
|    | Luigi Rinaudo      | Tomos            | 6       |
|    | Teunis Ramaker     | Kreidler         | 6       |
| 21 | Aalt Toersen       | Derbi / Kreidler | 6       |

| 22 | Alberto Ieva        | Malanca        | 5 |
|    | Boja Mikloš         | Tomos          | 5 |
|    | Ludwig Uhlig        | Uhlig-Eigenbau | 5 |
| 25 | Jérôme van Haeltert | Kreidler       | 4 |
|    | Eduard Borisenko    | Riga           | 4 |
| 27 | Ermanno Giuliano    | Tomos          | 3 |
|    | Albert Bertholet    | Kreidler       | 3 |
| 29 | Roland Schuster     | Kreidler       | 2 |
|    | Nigel Stone         | Jamathi        | 2 |
|    | Petar Seljak        | Tomos          | 2 |
|    | Ton Daleman         | Roton          | 2 |
|    | Ludwig Faßbender    | Kreidler       | 2 |
|    | Gernot Weser        | Kreidler       | 2 |
|    | Cees van Dongen     | Roton          | 2 |
| 36 | Rolf Minhoff        | Maico          | 1 |
|    | Claudio Lusuardi    | Villa          | 1 |
|    | Hans Kroismayr      | Kreidler       | 1 |
|    | Siegfried Lohmann   | Kreidler       | 1 |
|    | Zbyněk Havrda       | Ahra           | 1 |
|    | Henk van Kessel     | Kreidler       | 1 |
|    | Aldo Pero           | Villa          | 1 |

(Punkte in Klammern inklusive Streichresultate)

### Konstrukteurswertung
| 1  | Kreidler       | 72 (108) |
| 2  | Derbi          | 69 (91)  |
| 3  | Jamathi        | 55 (63)  |
| 4  | Malanca        | 33       |
| 5  | Monark         | 16       |
| 6  | Tomos          | 15       |
| 7  | Uhlig-Eigenbau | 5        |
| 8  | Roton          | 5        |
| 9  | Riga           | 4        |
| 10 | Villa          | 2        |
| 11 | Ahra           | 1        |

(Punkte in Klammern inklusive Streichresultate)

## Gespanne (500 cm³)

### Rennergebnisse
|   | Datum      | Rennen                      | Strecke                   | Platz 1                                    | Platz 2                                    | Platz 3                              | Schn. Rennrunde                            |
| - | ---------- | --------------------------- | ------------------------- | ------------------------------------------ | ------------------------------------------ | ------------------------------------ | ------------------------------------------ |
| 1 | 29.–30.04. | 36. GP von Deutschland      | Nürburgring- Nordschleife | Siegfried Schauzu / Wolfgang Kalauch       | Heinz Luthringshauser / Hans-Jürgen Cusnik | Richard Wegener / Adi Heinrichs      | Siegfried Schauzu / Wolfgang Kalauch       |
| 2 | 07.05.     | GP von Frankreich           | Clermont-Ferrand          | Heinz Luthringshauser / Hans-Jürgen Cusnik | Siegfried Schauzu / Wolfgang Kalauch       | Richard Wegener / Adi Heinrichs      | Chris Vincent / Michael Casey              |
| 3 | 14.05.     | 15. GP von Österreich       | Salzburgring              | Klaus Enders / Ralf Engelhardt             | Heinz Luthringshauser / Hans-Jürgen Cusnik | Karl Venus / Rainer Gundel           | Rudi Kurth / Dane Rowe                     |
| 4 | 08.–09.06. | 54. Isle of Man TT          | Mountain Course           | Siegfried Schauzu / Wolfgang Kalauch       | Heinz Luthringshauser / Hans-Jürgen Cusnik | Gerry Boret / Nick Boret             | Heinz Luthringshauser / Hans-Jürgen Cusnik |
| 5 | 24.06.     | 42. Dutch TT                | Assen                     | Klaus Enders / Ralf Engelhardt             | Chris Vincent / Michael Casey              | Siegfried Schauzu / Wolfgang Kalauch | Chris Vincent / Michael Casey              |
| 6 | 02.07.     | 45. GP von Belgien          | Spa-Francorchamps         | Klaus Enders / Ralf Engelhardt             | Heinz Luthringshauser / Hans-Jürgen Cusnik | Siegfried Schauzu / Wolfgang Kalauch | Klaus Enders / Ralf Engelhardt             |
| 7 | 16.07.     | 21. GP der Tschechoslowakei | Masaryk-Ring              | Klaus Enders / Ralf Engelhardt             | Chris Vincent / Michael Casey              | Richard Wegener / Adi Heinrichs      | Klaus Enders / Ralf Engelhardt             |
| 8 | 30.07.     | GP von Finnland             | Imatra                    | Chris Vincent / Michael Casey              | Klaus Enders / Ralf Engelhardt             | Siegfried Schauzu / Wolfgang Kalauch | Chris Vincent / Michael Casey              |

### Fahrerwertung
| 1  | Klaus Enders          | Ralf Engelhardt        | Busch-BMW     | 72      |
| 2  | Heinz Luthringshauser | Hans-Jürgen Cusnik (†) | BMW           | 63      |
| 3  | Siegfried Schauzu     | Wolfgang Kalauch       | BMW           | 62 (80) |
| 4  | Chris Vincent         | Michael Casey          | Münch-URS     | 47      |
| 5  | Richard Wegener       | Adi Heinrichs          | BMW           | 46      |
| 6  | Wolfgang Klenk        | Norbert Scherer        | BMW           | 28      |
| 7  | Tony Wakefield        | Alex MacFadzean        | BMW           | 24      |
| 8  | Karl Venus            | Rainer Gundel          | BMW           | 19      |
| 9  | Gustav Pape           | Franz Kallenberg       | BMW           | 19      |
| 10 | Rolf Steinhausen      | Werner Kapp            | König         | 18      |
| 11 | Graham Milton         | John Thornton          | BMW           | 12      |
| 12 | Hermann Binding       | Helmut Fleck           | BMW           | 11      |
| 13 | Gerry Boret           | Nick Boret             | Renwick-König | 10      |
| 14 | Michel Pourcelet      | Claude Domin           | BMW           | 9       |
| 15 | Georg Auerbacher      | Hermann Hahn           | BMW           | 8       |
| 16 | Bill Currie           | Keith Scott            | GSM-Weslake   | 8       |
| 17 | Barry Dungsworth      | Bill Turrington        | BMW           | 6       |
| 18 | Rudi Kurth            | Dane Rowe              | CAT-Crescent  | 6       |
| 19 | Roy Hanks             | John Mann              | BSA           | 5       |
| 20 | Egon Schons           | Karl Lauterbach        | BMW           | 5       |
| 21 | Roy Woodhouse         | Doug Woodhouse         | Honda         | 4       |
| 22 | Walter Ohrmann        | Bernd Grube            | BMW           | 3       |
|    | Peter Hahn            | Gertrud Hahn           | BMW           | 3       |
|    | Roger Dutton          | Tony Wright            | BMW           |         |
|    | Michel Vanneste       | Serge Vanneste         | BMW           |         |
| 26 | Willy Meier           | Hansueli Gehrig        | BMW           | 2       |
|    | Josef Ortner          | Hans Klug              | BMW           | 2       |
|    | George O’Dell         | Bill Boldison          | BSA           | 2       |
| 29 | Jeff Gawley           | Frank Knights          | BMW           | 1       |
|    | Marcel Maire          | Marc Kaufmann          | BMW           | 1       |
|    | John Barker           | Alex MacFadzean        | BSA           | 1       |
|    | Joseph Duhem          | Jacques Blanc          | BMW           | 1       |
|    | Gerhard Müller        | Harry Hoffmann         | BMW           | 1       |
|    | Pentti Moskari        | Olaf Sten              | BMW           | 1       |

(Punkte in Klammern inklusive Streichresultate)

### Konstrukteurswertung
| 1 | BMW              | 75 (117) |
| 2 | Münch-URS        | 47       |
| 3 | König Motorenbau | 28       |
| 4 | GSM-Weslake      | 8        |
| 5 | CAT-Crescent     | 6        |
| 6 | BSA              | 5        |
| 7 | Honda            | 4        |

(Punkte in Klammern inklusive Streichresultate)